# Peissen
Peissen est une commune allemande de l'arrondissement de Steinburg, Land de Schleswig-Holstein.

## Géographie
Peissen est composée des quartiers de Tipohl, Peissenerpohl et Helenenhof.
La Rantzau et la Bekau traversent son territoire.
Peissen se situe sur la Bundesstraße 77, entre Itzehoe et Hohenwestedt, dans le parc naturel d'Aukrug.

## Histoire
Peissen est mentionné pour la première fois en 1380. En 1482, Peter Rantzau (de) vend le village à l'abbaye d'Itzehoe.